# 免疫佐剂
免疫佐剂（英語：Immunologic adjuvant，immunoadjuvant）简称佐剂，是指与抗原同时或预先注射到动物体内，可非特异性地增强机体对该抗原的免疫应答的物质，所以又称为非特异性免疫增强剂。
在注射极少量抗原或低免疫原性抗原时，加入佐剂可以促进免疫应答的发生；佐剂一般有延长抗原持续性、加强共同刺激信号、增加局部发炎反应、刺激非特异性淋巴细胞增生的功能。
佐剂（adjuvant）一词源于拉丁語：，意为“帮助，协助”。
佐剂的例子有：
- 无机物：硫酸鋁鉀、氢氧化铝、磷酸铝[3]、羥磷灰石
- 油脂：医用石蜡油（英语：Liquid paraffin (medicinal)）、[3]蜂胶（未进临床试验）、[4]花生油（65号佐剂）[5]1970年代在流感疫苗中试验过，但从未上市；[6]鲨烯[3]（MF59）[7]
- 细菌成分：灭活百日咳杆菌、灭活牛結核菌（英语：Mycobacterium bovis）、類毒素。[3] MPL（单磷酸化脂质A）是一种化学修饰减毒的脂质A，用于多种疫苗
- 植物皂苷：皂皮树属、[3] 大豆、美远志
- 細胞因子：IL-1, IL-2、IL-12（英语：Interleukin 12）
- CpG寡核苷酸
- 组合：弗氏完全佐劑、弗氏部分佐剂、[3] AS01（MPL+皂皮树皂苷）、[7] Matrix-M（皂皮树皂苷+两种油脂）
- 小分子：
  - TLR7/8激动剂 (咪唑并喹啉、[8]咪唑并嘧啶）[9])
- 物理方法（只在小鼠上试验过）：电波加热、[10]微针破坏[11]